# Trent Lott
Pour les articles homonymes, voir Lott.
Chester Trent Lott Jr est un homme politique américain, né le 9 octobre 1941 à Grenada (Mississippi). Il est membre du Parti républicain, sénateur élu du Mississippi au Congrès des États-Unis de 1989 à 2007, chef de la majorité républicaine au Sénat de 1996 à 2002 et chief whip des républicains au Sénat de janvier 2007 au 18 décembre 2007.

## Biographie
Né en 1941 à Grenada dans le Mississippi, diplômé d'administration publique, Trent Lott commence sa carrière politique à la Chambre des représentants des États-Unis en 1972, où il représente pendant 16 ans l'État du Mississippi, avant d'être élu sénateur des États-Unis en novembre 1988 et depuis constamment réélu.
Devenu chef de la majorité républicaine au Sénat en 1996, succédant à Bob Dole, il entame avec Newt Gingrich, le président de la Chambre des représentants, la réforme de l'aide médicale en 1996.
Le 20 décembre 2002, lors du départ à la retraite du sénateur centenaire Strom Thurmond, il prononce un discours teinté de nostalgie ségrégationniste qui le contraint par la suite à démissionner de son poste de chef de la majorité républicaine, sous la pression de George W. Bush. C'est Bill Frist, sénateur du Tennessee, qui lui succède au poste de chef de la majorité républicaine.
Depuis, resté relativement discret, Trent Lott sort en 2004 de sa réserve pour critiquer l'action du secrétaire à la Défense Donald Rumsfeld et demander sa démission. Il s'oppose également à la décision du président Bush de fermer des bases militaires situées dans son État du Mississippi.
Il est réélu en 2006 à son poste de sénateur avec 64 % des voix, contre 35 % à son adversaire démocrate, Erik Fleming.
À la suite de sa réélection, le comité républicain du Sénat élit Trent Lott comme « chief whip » (vice-président du parti minoritaire au Sénat, chargé de la discipline de vote), marquant son retour en grâce et faisant de lui le numéro deux des républicains au Congrès. Il succède ainsi à Mitch McConnell, sénateur du Kentucky, lequel était promu leader de la minorité républicaine au Sénat dans la 110e législature.
Le 26 novembre 2007, Trent Lott annonce sa démission du Sénat pour la fin de l'année. S'il déclare démissionner pour passer plus de temps avec sa famille, des observateurs politiques estiment que l'entrée en vigueur d'une nouvelle loi en janvier 2008, augmentant de 1 à 2 ans l'interdiction pour les législateurs de participer à des entreprises de lobbying après la fin de leur mandat, n'est pas étrangère à sa démission. En démissionnant en 2007, sa future activité restera régie par l'ancienne loi.
Sa démission est effective le 18 décembre 2007. Le sénateur Jon Kyl lui succède alors au poste de vice-président du parti minoritaire au Sénat.

## Situation familiale
Trent Lott est père de deux enfants et grand-père de quatre petits-enfants.
Il est un membre avancé de la franc-maçonnerie.

## Dans la fiction
- Dans le film Vice (2018) d'Adam McKay, son rôle est joué par Paul Perri.